# Wiktor (Bykow)
Wiktor, imię świeckie Władysław Olegowicz Bykow (ur. 20 kwietnia 1983 w Tambowie) – rosyjski biskup prawosławny służący w Ukraińskim Kościele Prawosławnym Patriarchatu Moskiewskiego.

## Życiorys
Pochodzi z rodziny robotniczej z Tambowa. Od piętnastego roku życia przez dwa lata był chórzystą w soborze Przemienienia Pańskiego w rodzinnym mieście, pomagał również przy wypieku prosfor na potrzeby parafii. W 2000 ukończył technikum gastronomiczne, po czym wstąpił do seminarium duchownego w Odessie; jego dyplom końcowy uzyskał cztery lata później. Był już wówczas mnichem. Do monastyru Świętego Pantelejmona w Odessie wstąpił jako posłusznik w 2002. 8 stycznia 2003 w cerkwi Trójcy Świętej w Odessie przyjął święcenia diakońskie. 24 listopada tego samego roku złożył wieczyste śluby mnisze przed metropolitą odeskim i izmaelskim Agatangelem, przyjmując imię zakonne Wiktor na cześć świętego męczennika Wiktora Damasceńskiego. Metropolita Agatangel udzielił mu 30 listopada tego samego roku święceń kapłańskich w soborze Zaśnięcia Matki Bożej w Odessie. W 2004 powierzono mu funkcje ekonoma i dziekana monastyru Świętego Pantelejmona w Odessie. W 2005 otrzymał godność igumena, zaś w 2006 – archimandryty. W tym samym roku ukończył studia historyczne na Kijowskim Uniwersytecie Narodowym im. Szewczenki. W latach 2007–2008 był przełożonym monasteru Opieki Matki Bożej w Bałcie, zaś od 2008 pełni obowiązki namiestnika monasteru św. Eliasza w Odessie. W tym samym roku wszedł również do komisji kanonizacyjnej przy Świętym Synodzie Ukraińskiego Kościoła Prawosławnego Patriarchatu Moskiewskiego.
16 września 2014 Święty Synod Ukraińskiego Kościoła Prawosławnego Patriarchatu Moskiewskiego nominował go na biskupa arcyskiego, wikariusza eparchii odeskiej. Jego chirotonia biskupia odbyła się w soborze Ikony Matki Bożej „Życiodajne Źródło” w monasterze Zaśnięcia Matki Bożej w Odessie pod przewodnictwem metropolity kijowskiego i całej Ukrainy Onufrego, 29 września 2014.